# Оздаковци
Оздаковци су насељено место у општини Велика, у западној Славонији, Република Хрватска.

## Историја
До нове територијалне организације налазило се у саставу бивше велике општине Славонска Пожега.
Село је откупио млекар Жељко Стрпач.

## Становништво
Насеље је према попису становништва из 2011. године имало 5 становника.
| Националност       | 1991.       |
| Срби               | 30 (78,94%) |
| Хрвати             | 3 (7,89%)   |
| Југословени        | 0           |
| остали и непознато | 5 (13,15%)  |
| Укупно             | 38          |